# Roxy Dekker

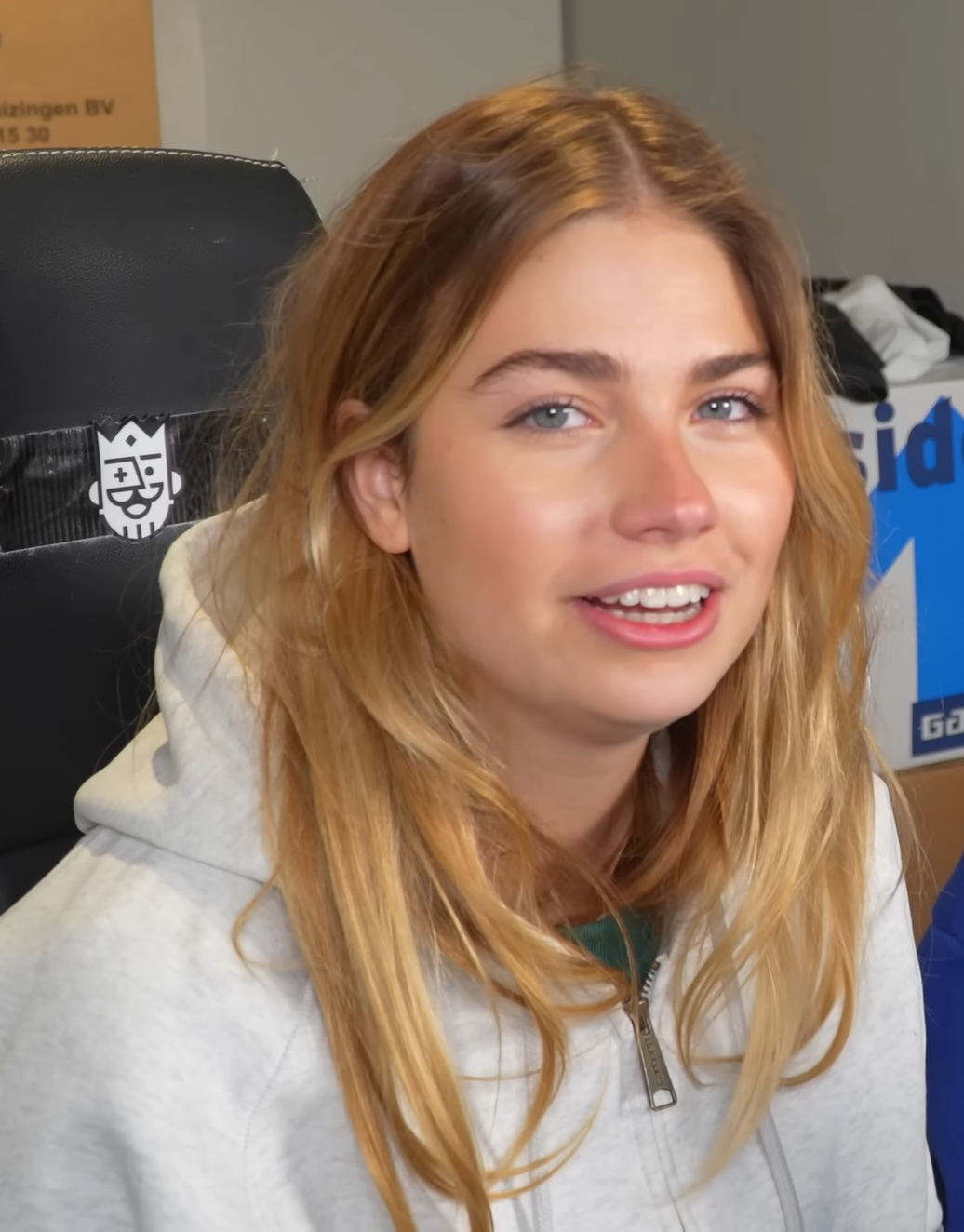
Roxy Dekker (2024)

Roxy Dekker (* 12. Januar 2005 in Amsterdam) ist eine niederländische Popsängerin und TikTokerin.

## Karriere
Dekker nahm bereits im Alter von fünf Jahren Musikunterricht an der Babette Labeij Music Academy in Amsterdam. Im Jahr 2019 folgte die Teilnahme am Eurovision Junior Song Festival.
Ihren musikalischen Durchbruch erzielte sie, nachdem ihr Lied Anne-Fleur vakantie bei TikTok viral ging. Mit ihren Nachfolgesingle Satisfyer stieg sie 2023 bis in die Top 10 der Nederlandse Top 40 und wurde inzwischen mit Platin ausgezeichnet. Im Folgejahr erzielte sie mit Sugardaddy und Gaan we weg? zwei Nummer-eins-Hits und konnte sich erstmals überregional in der Hitparade von Flandern platzieren.

## Diskografie

### Studioalben
| Jahr | Titel          | Höchstplatzierung, Gesamtwochen, AuszeichnungChartplatzierungen (Jahr, Titel, Platzierungen, Wochen, Auszeichnungen, Anmerkungen) | Höchstplatzierung, Gesamtwochen, AuszeichnungChartplatzierungen (Jahr, Titel, Platzierungen, Wochen, Auszeichnungen, Anmerkungen) | Anmerkungen                        |
| Jahr | Titel          | NL | BEF | Anmerkungen                        |
| ---- | -------------- | --- | --- | ---------------------------------- |
| 2025 | Mama I Made It | NL1 Diamant · (… Wo.)NL | BEF1 (… Wo.)BEF | Erstveröffentlichung: 7. März 2025 |

### Singles
| Jahr | Titel Album                        | Höchstplatzierung, Gesamtwochen, AuszeichnungChartplatzierungen (Jahr, Titel, Album, Platzierungen, Wochen, Auszeichnungen, Anmerkungen) | Höchstplatzierung, Gesamtwochen, AuszeichnungChartplatzierungen (Jahr, Titel, Album, Platzierungen, Wochen, Auszeichnungen, Anmerkungen) | Anmerkungen                                                      |
| Jahr | Titel Album                        | NL | BEF | Anmerkungen                                                      |
| --- | ---------------------------------- | --- | --- | ---------------------------------------------------------------- |
| 2021 | Begin Met Jou –                    | — | — | Erstveröffentlichung: 11. März 2021                              |
| 2023 | Anne-Fleur vakantie Mama I Made It | NL— PlatinNL | — | Erstveröffentlichung: 26. Mai 2023                               |
| 2023 | Satisfyer Mama I Made It           | NL9 Diamant · (15 Wo.)NL | BEF— PlatinBEF | Erstveröffentlichung: 10. November 2023                          |
| 2024 | Sugardaddy Mama I Made It          | NL1 Diamant · (18 Wo.)NL | BEF8 ×2Doppelplatin · (33 Wo.)BEF | Erstveröffentlichung: 4. April 2024                              |
| 2024 | Huisfeestje –                      | NL2 Platin · (10 Wo.)NL | BEF38 Platin · (4 Wo.)BEF | Erstveröffentlichung: 7. Juni 2024 Bankzitters feat. Roxy Dekker |
| 2024 | Gaan we weg? Mama I Made It        | NL1 Platin · (13 Wo.)NL | BEF37 Platin · (10 Wo.)BEF | Erstveröffentlichung: 12. Juli 2024 feat. Ronnie Flex            |
| 2024 | Industry Plant Mama I Made It      | NL17 Gold · (6 Wo.)NL | — | Erstveröffentlichung: 20. September 2024                         |
| 2025 | Ga dan! Mama I Made It             | NL2 Gold · (13 Wo.)NL | BEF38 (4 Wo.)BEF | Erstveröffentlichung: 16. Januar 2025                            |
| 2025 | Hoe het is –                       | NL4 (… Wo.)NL | — | Erstveröffentlichung: 18. Juli 2025 feat. Idaly & Ronnie Flex    |
| Folgende Lieder erschienen nicht als Single, wurden aber durch das Album zum Download und Streaming bereitgestellt und konnten somit eine Platzierung erlangen: |                                    | | |                                                                  |
| |                                    | | |                                                                  |
| 2025 | Casual Mama I Made It              | NL9 (9 Wo.)NL | — |                                                                  |
| 2025 | Jouw Idee Mama I Made It           | NL21 (6 Wo.)NL | BEF31 (5 Wo.)BEF |                                                                  |